# Acero vitrificado

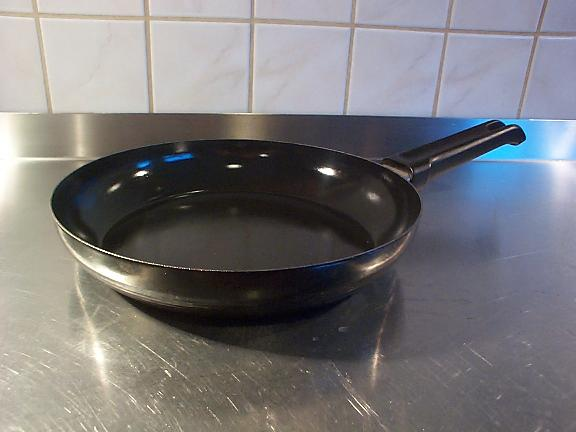
Sartén esmaltada

El acero vitrificado o acero esmaltado o acero porcelanizado (o peltre, como se conoce en América) es una lámina de acero de carbono con un recubrimiento vítreo de larga duración a base de boro, aluminio o silicatos que se obtienen por fundición a alta temperatura, en una o varias capas, de una mezcla de óxidos de carácter ácido y básico. Es decir, se coloca una capa vítrea sobre una superficie de acero. Se usa mucho en la fabricación de productos para la cocina, como ollas, sartenes y productos que requieran alta duración y uso rudo con un acabado de colores brillantes.

## Elaboración
A la pieza de acero se le aplica una capa de base líquida que se hace a base de frita y que se funde a 840 - 850 °C, aportando la adherencia del recubrimiento a la base de acero. Seguidamente, se aplica una capa de esmalte de cubierta que se funde a 810 - 830 °C y que confiere al recubrimiento las propiedades estéticas (color, brillo, textura) y las propiedades de resistencia química y mecánica adecuadas. Para la obtención de textos, gráficos y dibujos en uno o varios colores, se usan esmaltes especiales que se aplican habitualmente con serigrafía y que se vitrifican a 770 - 800 °C.
Frita significa que los componentes del esmalte se preparan en forma de escamas y con los aditivos correspondientes. Se añade agua y se mueve hasta conseguir la granulometría deseada.
Para el esmalte de masa o fundente, se mezcla la frita con la arcilla (cuarzo y bórax). Al esmalte de cubierta, si es blanco, está constituido por óxido de titanio (rutilo), se añade arcilla (3-10%), aluminato sódico (0,5%) y carbonato potásico (0,25-0,5%). Una vez preparada la suspensión, se adiciona urea y goma tragacanto (máx. 1/16%). Esta suspensión recibe el nombre de barbotina.
El principal componente del esmalte fundente es la sílice, a la cual se le añaden una serie de aditivos que desempeñan distinto papel en el proceso de esmaltado: fundentes, opacificantes, floculantes, endurecedores, antioxidantes, agentes de suspensión, agentes que hacen variar el coeficiente de dilatación, refractarios, colorantes.
Para disminuir el punto de fusión de la sílice, se le agregan fundentes, tales como: óxido de sodio y fluoruros. En calidad de opacificantes, se emplean fluoruros (criolita o fluorita), óxido antimónico, óxido de titanio y óxido estánnico. El ácido bórico se adiciona en calidad de floculante. El aluminato sódico, el carbonato potásico, el bórax y la goma tragacanto actúan como endurecedores. El bórax, por otra parte, también actúa como antioxidante. Como agentes de suspensión, se emplean mucho la arcilla, la bentonita y la goma tragacanto. El óxido de boro se agrega porque disminuye el coeficiente de dilatación de los silicatos. Los esmaltes resistentes al calor reúnen esta condición porque se les han añadido óxidos de aluminio y circonio, que actúan como refractarios. En calidad de colorantes, se usan distintos óxidos: el óxido cúprico negro, el óxido cuproso rojo, el óxido crómico verde, el dicromato potásico amarillo-anaranjado, el cloruro de oro rojo.

## Aplicación del esmalte vítreo
Hay dos métodos generalizados para la aplicación del esmalte: por inmersión y por proyección. La aplicación por inmersión presenta dos variantes: escurrido forzado (la suspensión de esmalte utilizada presenta mucha resistencia, y se provoca un sacudido final, para eliminar el exceso) y escurrido natural (la suspensión presenta una consistencia inferior a la anterior, y la eliminación de exceso se realiza por simple efecto natural de la gravedad). En este caso, hay que vigilar tres factores: contacto íntimo de la pieza con la suspensión, eliminación del exceso sin formación de vacío y ángulo de escurrido adecuado. Una vez hecha la aplicación de la suspensión y escurrido de la pieza, viene la fase de secado. En esta fase, la pieza circula a través de un horno a temperatura de 110 °C, cuya única misión es la eliminación del agua con la que se ha preparado la suspensión. La pieza esmaltada presenta, entonces, la apariencia de un polvo fino adherido a la superficie de la pieza. La pieza se introduce en un horno cuya temperatura varía según el tipo de esmalte, pero que, en general, trabaja a alrededor de 700 a 800 °C.

## Características del acero vitrificado
El acero vitrificado combina las propiedades de resistencia mecánica y estabilidad dimensional propias del acero, con la inmejorable estabilidad y resistencia del esmalte vítreo frente a las más adversas condiciones ambientales.
Entre otros:
- Protección anticorrosiva, sin desgaste en el tiempo.
- Alta resistencia química
- Estabilidad de colores frente a la luz
- Totalmente ignífugo (no se quema)
- Superficie limpia
- Impide el desarrollo de moho o bacterias.

### Resistencia
- Las piezas de acero vitrificadas soportan altas (450 °C) y bajas temperaturas (-50 °C).
- Soporta los cambios bruscos de temperatura, choque térmico.
- Soporta la corrosión del ambiente, los solventes orgánicos, las ralladuras.

### Higiene
- Tiene una cubierta no porosa y no permite el desarrollo de bacterias, hongos y mugre. Es químicamente inerte.
- No absorbe olores.
- No libera substancias tóxicas para las personas.
- No contamina los alimentos ni los sabores de los alimentos.
- Se pueden dejar alimentos almacenados en el acero vitrificado, y no obtendrán sabores no deseados.

### Beneficios de uso
- El acero vitrificado es fácil de lavar y tiene propiedades naturales de antiadherencia, lo que significa que requiere menos aceite para cocinar.
- No requiere de cuidados especiales
- Para limpiar el acero vitrificado no se requiere tallar ni pulir las piezas; el vitrificado es un recubrimiento naturalmente brillante por sus propiedades únicas.
- El cuerpo de las piezas vitrificadas es de acero al carbón en la base y en las paredes de las piezas, lo que permite un rápido cocimiento de una forma uniforme.

### Sustentabilidad
- Por sus características físicas, las piezas de acero vitrificado pueden sustituir a los productos con antiadherente.
- Por su recubrimiento, en el acero vitrificado es posible cocinar cualquier tipo de alimentos cocidos o fritos.